# Zawyhary
Zawyhary – kolonia położona w Polsce, w województwie lubelskim, w powiecie bialskim, w gminie Sosnówka.
W latach 1975–1998 miejscowość administracyjnie należała do województwa bialskopodlaskiego.